# Oostrozebeke
Oostrozebeke  est une commune néerlandophone de Belgique située en Région flamande dans la province de Flandre-Occidentale.

## Histoire
La gare d'Oostrozebeke est mise en service le 20 décembre 1868, par l'administration des chemins de fer de l'État belge lorsqu'elle ouvre à l'exploitation la ligne d'Ingelmunster à Anzegem (66A). Le service des voyageurs est officiellement fermé le 8 octobre 1950 et celui des marchandises en 1968.

## Héraldique
|  | La commune possède des armoiries qui lui ont été octroyées le 12 mars 1963 et à nouveau le 1er mars 1993. Ce sont celles de la famille Limnander, les derniers seigneurs d’Oostrozebeke-Nieuwenhove à la fin du XVIIIe siècle. Ils ont acquis le domaine en 1727, mais n'étaient pas des seigneurs du village et de la paroisse actuels d'Oostrozebeke, propriété des barons d'Ingelmunster. Le village utilisa donc jusqu’à la fin du XVIIIe siècle un sceau aux armoiries de la famille Plotho, alors barons d’Ingelmunster. Comme la municipalité actuelle comprend le village et le domaine de la fin du XVIIIe siècle et que le domaine en constitue la plus grande partie, les armes de la famille Limnander ont été choisies comme armes municipales. De plus, les armoiries Plotho sont déjà utilisées par la municipalité d’Ingelmunster, Oostrozebeke ne pouvait donc pas les utiliser également. Blasonnement : Écartelé ; 1 : de sinople à trois rencontres de cerfs d'or ; 2 et 3 : d'or au demi-lion coupé de la partie inférieure de sable, armé et lampassé de gueules ; 4 : de sinople au demi-bouc coupé de la partie inférieure d'argent, lampassé de gueules. Source du blasonnement : Heraldy of the World. |

## Démographie

### Évolution démographique
- Source : DGS, de 1831 à 1981 = recensements population ; à partir de 1990 = nombre d'habitants chaque 1er janvier[3].

## Sections
Le village d'Oostrozebeke occupe une grande partie du territoire, et s'étend. Au nord de la Mandel, se trouve le hameau de Ginste.
| #  | Nom          |
| -- | ------------ |
| I  | Oostrozebeke |
| II | Ginste       |

La commune d'Oostrozebeke jouxte les villages et communes suivants :
| - a. Meulebeke (commune de Meulebeke) - b. Tielt (ville de Tielt) - c. Dentergem (commune de Dentergem) - d. Markegem (commune de Dentergem) - e. Vive-Saint-Bavon (commune de Wielsbeke) |

| - f. Wielsbeke (commune de Wielsbeke) - g. Ooigem (commune de Wielsbeke) - h. Hulste (ville de Harelbeke) - i. Ingelmunster (commune d'Ingelmunster) |

Oostrozebeke, sections et communes voisines. Les zones en jaunes représentent les agglomérations.

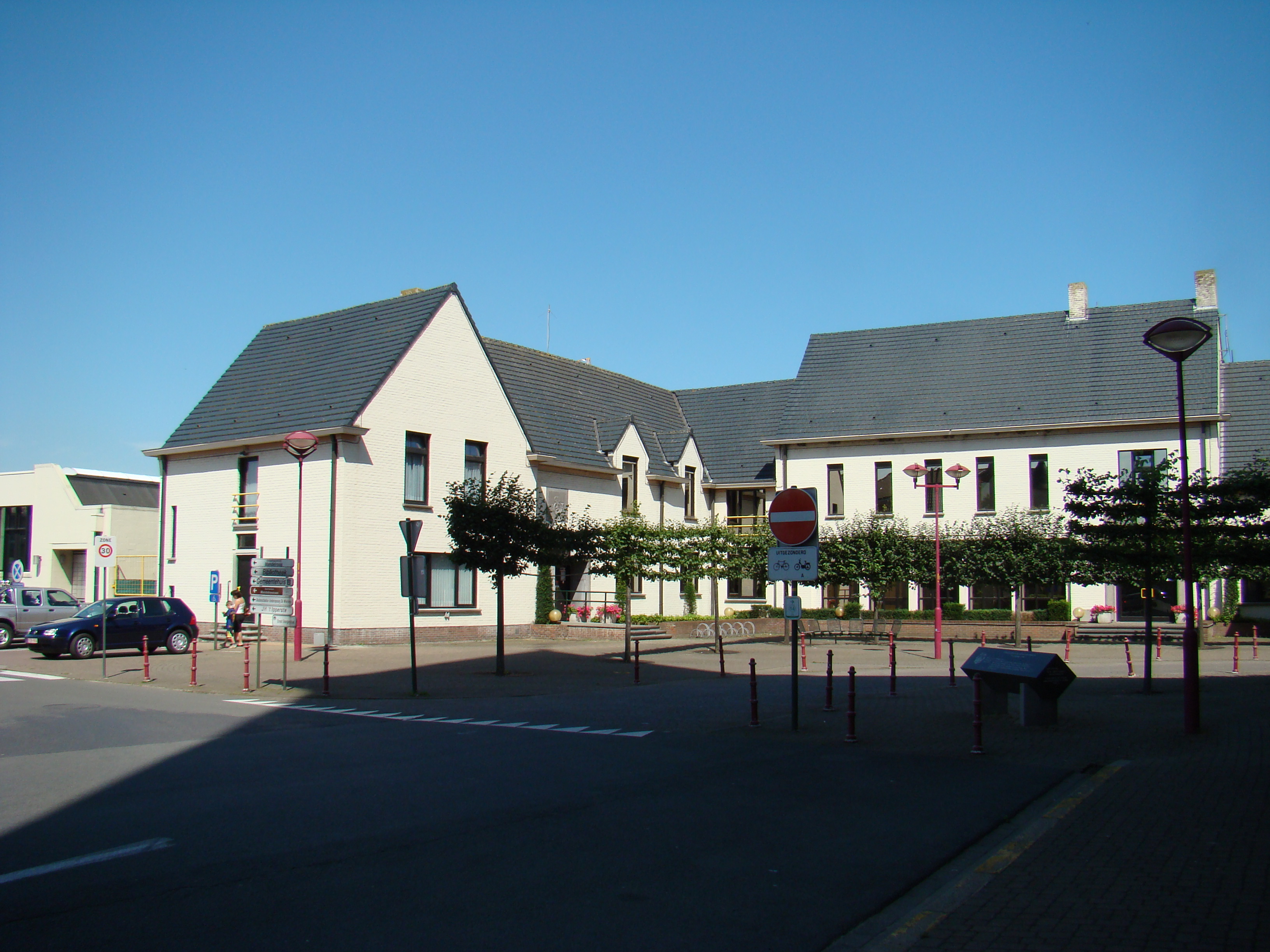
Centre administratif.

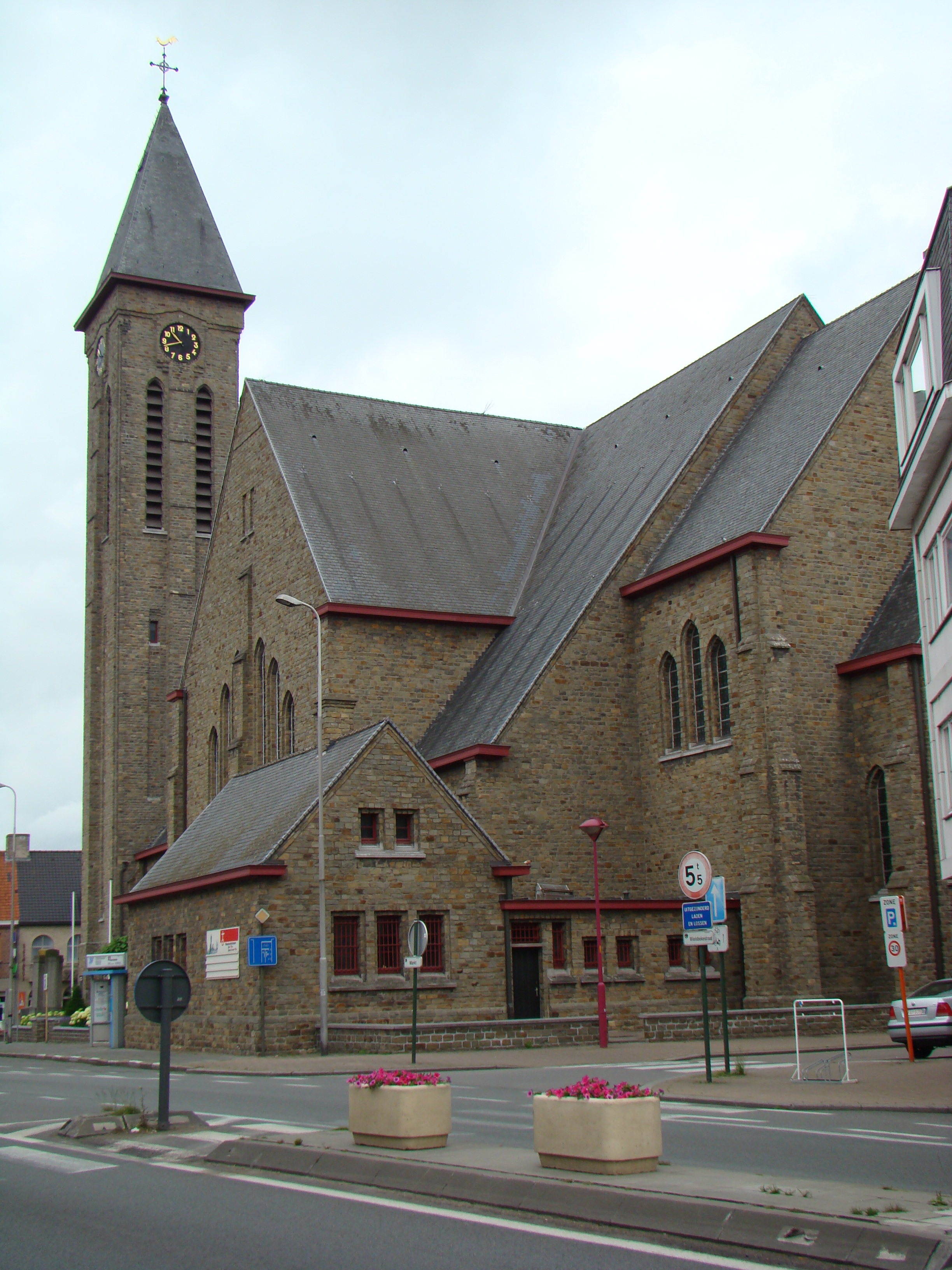
Église Saint-Amand.